# Niigata (stad)
Niigata (japanska: 新潟市?, Niigata-shi) är residensstad i Niigata prefektur i Japan, och har lite mer än 800 000 invånare. Storstadsområdet hade 1 442 958 invånare vid folkräkningen 2005, på en yta av 4 521,72 km².
Niigata ligger vid Japans längsta flod Shinanogawas mynning i Japanska havet.

## Administrativ indelning
Niigata är sedan 2007 en av landets tjugo signifikanta städer med speciell status (seirei shitei toshi). 
och delas som sådan in i ku, administrativa stadsdelar. Niigata består av åtta sådana stadsdelar.
|             |        | Invånare 1 oktober 2015 | Area (km²) |
| ----------- | ------ | ----------------------- | ---------- |
| Akiha-ku    | 秋葉区 | 76 880                  | 95,38      |
| Chūō-ku     | 中央区 | 183 836                 | 37,75      |
| Higashi-ku  | 東区   | 137 637                 | 38,62      |
| Kita-ku     | 北区   | 79 367                  | 107,72     |
| Kōnan-ku    | 江南区 | 68 926                  | 75,42      |
| Minami-ku   | 南区   | 45 707                  | 100,91     |
| Nishi-ku    | 西区   | 162 911                 | 94,09      |
| Nishikan-ku | 西蒲区 | 58 250                  | 176,55     |

## Miljökatastrofen
1965 blev floden Aganogawa som rinner genom Niigata förorenad med metylkvicksilver från Showa Electrical Company:s kemiska fabrik. Minst 690 personer fick symptom av Minamatasjukan. Det är ett neurologiskt syndrom orsakat av kvicksilverförgiftning, namngivet efter staden Minamata i Kumamoto prefektur där ett annat stort kvicksilverutsläpp upptäcktes 1956. Syndromet i Niigata går även under namnet Niigata-Minamata-byō.

## Sport
Albirex Niigata spelar i J. League i fotboll.
Niigata Albirex BB spelar i bj-league i professionell basket.

## Borgmästare
- Akira Shinoda, partilös, 18 november 2002–17 november 2018
- Yaichi Nakahara, partilös, 18 november 2018–

Denna lista hämtas från Wikidata. Informationen kan ändras där.